# سينما ومسرح الكريستال
تعبر سينما ومسرح الكريستال أول سينما في لبنان، ومن أوائل دور العرض المسرحي، والسينمائي، في بلاد الشام . بناه سليم آغا كريدية، مكان منزل والده الكائن خلف الجهة الجنوبية الغربية لساحة البرج، على مدخل سوق النورية ، في بدايات عشرينات القرن الماضي، على طراز المسارح الأوروبية، سواء لجهة مقاييس الخشبة، والتجهيزات، فضلاً عن صالته الفخمة التي كانت تتسع لـ706 مقعداً.
وكان مسرح الكريستال معروفاً إقليمياً ومتوسطياً، مما جعله يستقطب فرقاً أوروبية وعربية.
خضع لترميمات وإعادة ديكور. فبعد الحرب العالمية الأولى تم تجديد الصالة وتحويلها من ثوبها العثماني إلى الطراز الفرنسي، بإشراف مهندسة ديكور فرنسية تدعى أنطوانيت فانس، تماشياً مع النمط الجديد للمدينة التي انفتحت على العادات والتقاليد الأوروبية، فضلاً عن مواكبة التطورات التقنية والتجهيزات والأجهزة الصوتية والضوئية.
بعد الحرب العالمية الثانية تم تجديد الصالة، إلا أنه توقفت فيها العروض المسرحية، لتتحول فقط إلى صالة للعروض السينمائية، مع إحياء بعض الحفلات الفردية لعدد من المطربين. وسبب تحولها إلى سينما فقط يعود إلى عدم قدرتها على منافسة مسرح فاروق.
آخر تجديد خضع له “الكريستال” كان عام 1959، ليبدأ هبوط مستواه تدريجاً اعتباراً من نهاية الستينات حتى بداية الحرب الاهلية اللبنانية 1975 التي حولت الصالة إلى أنقاض.
يذكر أن مسرح “الكريستال” احتضن العديد من الاحتفالات السياسية، حيث تم فيه الإعلان عن قيام “الحزب الشيوعي اللبناني”، “حزب الشعب” سابقاً في الأول من أيار عام 1925. كما أقيمت فيه احتفالات “حزب النجادة” والثورة الجزائرية، ومهرجان العرب المناهض للحركة ال صهيونية العالمية عام 1931، ومؤتمر التضامن مع ثورة عبد القادر الحسيني عام 1935، واحتفالات السفارة المصرية لمناسبة زواج الملك فاروق.